# Saison 1891-1892 des Sénateurs d'Ottawa
Autres saisons
Saison précédente Saison suivante
Cet article présente la saison 1891-1892 du Club de hockey d'Ottawa.

## Alignement
- Réginald Bradley
- William Dey
- Frank Jenkins
- Jack Kerr
- E. C. Grant
- Chauncy Kirby
- Halder Kirby
- Albert Morel
- Herbert Russell
- Weldy Young

## Saison régulière AHAC
| No | Date       | Visiteur                | Résultat | Locaux                     | Fiche |
| -- | ---------- | ----------------------- | -------- | -------------------------- | ----- |
| 1  | 10 janvier | Club de hockey d'Ottawa | 4 - 3    | Club de hockey de Montréal | 1-0-0 |
| 2  | 15 janvier | Shamrocks de Montréal   | 3 - 8    | Club de hockey d'Ottawa    | 2-0-0 |
| 3  | 21 janvier | Club de hockey d'Ottawa | 10 - 2   | Club de hockey de Montréal | 3-0-0 |
| 4  | 28 janvier | Club de hockey d'Ottawa | 4 - 3    | Club de hockey de Québec   | 4-0-0 |
| 5  | 11 février | Club de hockey d'Ottawa | 3 - 1    | Club de hockey de Montréal | 5-0-0 |
| 6  | 18 février | Club de hockey d'Ottawa | 2 - 0    | Club de hockey de Québec   | 6-0-0 |
| 7  | 7 mars     | Club de hockey d'Ottawa | 0 - 1    | Club de hockey de Montréal | 6-1-0 |

## Finale de l'AHO
| No | Date       | Visiteur                | Résultat | Locaux                  | Fiche |
| -- | ---------- | ----------------------- | -------- | ----------------------- | ----- |
| 1  | 20 février | Université Queen's      | 0 - 5    | Club de hockey d'Ottawa |       |
| 2  | 2 mars     | Club de hockey d'Ottawa | 10 - 4   | Toronto Osgoode Hall    |       |